# Siente el ritmo
Siente el ritmo (en inglés Feel the Beat) es una película de comedia y drama de danza familiar estadounidense de 2020 dirigida por Elissa Down, y escrita por Michael Armbruster y Shawn Ku y protagonizada por Sofia Carson, Enrico Colantoni y Wolfgang Novogratz.

## Sinopsis
April Dibrina, una bailarina ambiciosa y egocéntrica, quien asiste a una audición para un papel en Broadway. En el camino hacia el teatro, se topa con una mujer mayor y le quita su taxi, para descubrir más tarde que la mujer es Ruth Zimmer, la productora de la obra para la que está audicionando. Debido al incidente anterior, ella decide descalificar a April. Esta trata de pedirle una oportunidad solo para sacarla accidentalmente del escenario, mientras otra  bailarina la filma y se vuelve viral en el proceso. Zimmer le dice a April que usará sus influencias para que nadie la acepte en Broadway. 
Sin opciones, April intenta llamar la atención de Welly Wong, pero fracasa miserablemente en el proceso. Desalojada de su departamento, decide regresar a su pueblo en New Hope, Wisconsin, después de recibir una llamada de allí. Ya en el pueblo, se vuelve a conectar con la señorita Barb, su maestra de baile, que quiere llevar a su grupo de estudiantes a una competencia de baile llamada Dance Dance Dance, con la esperanza de pasar la primera ronda. April no está interesada en la competencia hasta que se entera de que Welly Wong es uno de los jueces, por lo que decide ayudar a la escuela de baile con la promesa de llegar a las finales nacionales en Atlantic City. 
Al principio, ella se lleva mal con los estudiantes, especialmente con Sarah, la hermana menor del exnovio de April, Nick, porque April rompió su relación enviándole un mensaje de texto y se siente decepcionada de perder su apoyo después de la muerte de su madre. Otros miembros del grupo son: Lucía, una niña obesa con visión corta; Zuzu, una niña sorda que puede "sentir las vibraciones de la música" y comunicarse con lenguaje de señas; Kari, una niña afroamericana que está tomando clases en secreto porque su madre no tiene dinero para pagar las clases; Michelle, la hermana pequeña de Sarah y Nick; June, la hija de la señorita Barb; y Dicky, un niño pequeño con talento inesperado que solo va a las clases para acompañar a su hermana, pero que muestra sus habilidades cuando June, la hija de la señorita Barb y Michelle, la hermana de Sarah y Nick se sienten aterradas en uno de los concursos después de tomar café. 
En la primera ronda del concurso Dance Dance Dance llegan a la cuarta posición. Sin embargo, debido a una violación técnica de las reglas hecha por otro equipo, el equipo avanza a la siguiente ronda en tercera posición, situación que llama la atención del pueblo que comienza a seguir y apoyar los ensayos del equipo de baile. Con ese apoyo, las chicas y April comienzan a hacer un equipo más consistente, incluso después de que el estudio de baile tenga que cerrarse después de que una fuerte lluvia rompe el techo durante una clase, teniendo que trasladar la escuela al granero en la granja de April. 
Cuando llegan a la ronda estatal, April tiene que enfrentar su pasado cuando uno de los equipos rivales muestra el vídeo viral que demuestra que fracasó en Broadway. Sin embargo, sus alumnas deciden ignorar el hecho y ayudan a April a corregir una caída en la coreografía, haciendo que el equipo obtenga una posición para las finales nacionales en Atlantic City. 
En la final, April y las chicas sorprenden a los jueces con una coreografía contemporánea que describe la situación del equipo, al punto de que Welly Wong le pide a April que se una a su próximo acto de Broadway, Whirly Girl, en un papel protagonista. April decide abandonar a su equipo para seguir sus sueños, decepcionando especialmente a Sarah, pero una vez en Nueva York se comunica con su padre y se da cuenta de que no está haciendo lo correcto, por lo que decide abandonar la obra a medio ensayo para asistir a la ronda final de la competencia Dance Dance Dance.  
Ya en la competencia, le pide perdón a las niñas por abandonarlas y pronto obtiene el perdón de todos, incluyendo a Sarah. Pese a eso, se da a entender que el equipo no es capaz de vencer a sus rivales estatales en la competencia pero April pudo permanecer con el equipo hasta el final como había prometido. Meses después, April muestra que logró conservar su posición en la obra de Welly, la cual se vuelve un éxito en Broadway, mientras sigue coordinando a las chicas por internet con la ayuda de la Señora Barb. Después de la noche de estreno, Welly sorprende a April al traer a todos sus amigos de New Hope al teatro.  Al final April y Welly comparten una coreografía final con el elenco en la calle bloqueando el tráfico frente a Ruth Zimmer, mientras los créditos avanzan.

## Reparto
- Sofia Carson como April Dibrina, una bailarina egocéntrica que busca regresar a Broadway participando con las chicas de New Hope en el concurso de baile.[2]
- Wolfgang Novogratz como Nick, el exnovio e interés amoroso de April y hermano mayor de Sarah y Michelle.
- Donna Lynne Champlin como Barb, la maestra y dueña del estudio de baile New Hope y antigua maestra de April.[2]
- Enrico Colantoni como Frank Dibrina, el padre de April, quien finge una enfermedad para ocultar el fracaso de su hija al pueblo.[2]
- Rex Lee como Wellington "Welly" Wong, el productor de Broadway que es juez del concurso de baile.
- Brandon Kyle Goodman como Deco, un encargado de vestuario que es amigo de April y que apoya al equipo de baile.
- Marissa Jaret Winokur como MJW, una actriz de Broadway que también es juez del concurso de baile.
- Dennis Andres como Buzz, el entrenador del equipo de fútbol local del pueblo y padre de Zuzu y Dicky.
- Lidya Jewett como Kari, una niña afroamericana quien toma las lecciones de baile en secreto y ayudante de contabilidad de Barb.
- Shiloh Nelson como Ruby, una bailarina a la que se le dificulta mucho la danza, descubriendo que puede apoyar en otros aspectos.
- Shaylee Mansfield como Zuzu, una bailarina sorda e hija de Buzz y hermana de Dicky.
- Sadie Lapidus como Oona, una bailarina a la que se le dificulta bailar.
- Johanna Colón como Lucía, una niña con miopía quien constantemente sufre en el baile al perder sus anteojos.
- Eva Hauge como Sarah, la hermana menor de Nick, quien guarda resentimientos por April.
- Kai Zen como June, una bailarina e hija de Barb.
- Justin Allan como Dicky, el hijo del entrenador Buzz que se queda al cuidado de Barb, mientras su hermana Zuzu está en sus prácticas.
- Carina Battrick como Michelle, la otra hermana de Nick.
- Robinne Fanfair como Patty, la madre de Kari.
- Ken Pak como Gordy, el padre de June y esposo de Barb.
- Marcia Bennett como la abuela de Nick, Sarah y Michelle.
- Drew Davis como RJ, un joven del que Sarah está enamorado.
- Pamela MacDonald como Ruth Zimmer
- Amy Stewart como Carla

## Lanzamiento
Siente el ritmo se estrenó el 19 de junio de 2021 a través de la plataforma de streaming Netflix.